# هنري باريت
هنري باريت (بالإنجليزية: Henri Paret)‏ مواليد 28 نوفمبر 1929، هو دراج فرنسي سابق.

## روابط خارجية
- هنري باريت على موقع أرشيف الدراجات (الإنجليزية)